# Windows會議空間
Windows 會議空間（Windows Meeting Space）是一個內建於Microsoft Windows中，使用點對點技術來協助使用者建立或參與會議的元件。它首次出現於Windows Vista，並支援2至10個使用者同時出現在一個會議中。它的出現取代了原本出現在舊版作業系統中的「Windows NetMeeting」應用程式。但是，原本支援使用麥克風或網路攝影機來進行會議的功能卻在這個元件中被刪除了。
Windows 會議空間支援了普通的會議、檔案傳輸、應用程式分享以及遠端桌面等功能。訊息的傳輸主要是在防火牆內藉由一個私人網路來使用，若需透過使用網際網路來傳輸訊息，微軟發布的「Microsoft SharedView」可以讓使用者利用HTTP來進行防火牆外的會議。
Windows 會議空間能夠在附近沒有網路存在時，自動建立一個臨時（Ad Hoc）的無線網路，這樣就能讓使用者在會議室等沒有網路的地點使用。使用者可以加入一個別人建立的會議，或者是自己建立一個會議並邀請別人加入。